# Fly from Here
Fly from Here a Yes angol rockegyüttes huszadik stúdióalbuma. Az első stúdióalbumuk a 2001-es Magnification után, és szintén az első nagylemezük Benoît David kanadai énekessel, aki két évvel korábban csatlakozott a zenekarhoz. A lemez felvétele közben távozott Oliver Wakeman billentyűs, akit a Yesbe visszatérő Geoff Downes váltott. A lemez producere a korábbi énekes Trevor Horn volt.
A lemez központi eleme a 23 perces, 6 tételes címadó szám, amit eredetileg az 1980-as években írt Trevor Horn és Geoff Downes, amikor még a The Bugglesben játszottak. Az albumra a dal sokadik átirata került fel. A brit lemezeladási listán a 30., míg Amerikában a Billboard 200-as eladási listáján a 36. helyig jutott a Fly from Here.
2018-ban kiadtak egy újrakevert változatot (Fly from Here – Return Trip), melyen az énekes szerepét Trevor Horn töltötte be.

## Az album dalai
| #   | Cím                                               | Szerző(k)                                                    | Hossz |
| --- | ------------------------------------------------- | ------------------------------------------------------------ | ----- |
| 1.  | Fly from Here – Overture                          | Trevor Horn, Geoff Downes                                    | 1:53  |
| 2.  | Fly from Here, Part I: We Can Fly                 | Horn, Downes, Chris Squire                                   | 6:00  |
| 3.  | Fly from Here, Part II: Sad Night at the Airfield | Horn, Downes                                                 | 6:41  |
| 4.  | Fly from Here, Part III: Madman at the Screens    | Horn, Downes                                                 | 5:16  |
| 5.  | Fly from Here, Part IV: Bumpy Ride                | Steve Howe                                                   | 2:15  |
| 6.  | Fly from Here, Part V: We Can Fly (Reprise)       | Horn, Downes, Squire                                         | 1:44  |
| 7.  | The Man You Always Wanted Me to Be                | Squire, Gerard Johnson, Simon Sessler                        | 5:07  |
| 8.  | Life on a Film Set                                | Horn, Downes                                                 | 5:01  |
| 9.  | Hour of Need                                      | Howe                                                         | 3:07  |
| 10. | Solitaire                                         | Howe                                                         | 3:30  |
| 11. | Into the Storm                                    | Squire, Oliver Wakeman, Howe, Horn, Benoît David, Alan White | 6:54  |

| 12. | Hour of Need (teljes hosszúságú változat) | Howe | 6:45 |

## Közreműködők
Yes
- Benoît David – ének (2011-es változat)
- Trevor Horn - ének (2018-as újrakevert változat)
- Steve Howe – gitár, háttérvokál, továbbá ének az "Hour of Need" dalban
- Chris Squire – basszusgitár, háttérvokál, továbbá ének a "The Man You Always Wanted Me to Be" dalban
- Geoff Downes – billentyűsök
- Alan White – dobok

Vendégzenészek
- Oliver Wakeman – billentyűsök a "We Can Fly", a "We Can Fly (Reprise)" és az "Hour of Need" dalokban
- Trevor Horn – háttérvokál, billentyűsök, akusztikus gitár a "Sad Night at the Airfield" dalban
- Luís Jardim – ütősök
- Gerard Johnson – zongora a "The Man You Always Wanted Me to Be" dalban